# 陳珷
陳珷（1435年—？），字德章，廣東廣州府順德縣人，民籍。明朝政治人物。進士出身。

## 生平
廣東鄉試第十五名。成化五年（1469年）乙丑科會試第一百七十八名，殿試登進士第二甲第三名，改庶吉士。成化七年，授監察御史，參與彈劾汪直，后巡按雲南，以劾錢能被逮，戍居庸。

## 家族
曾祖陳勝聰。祖父陳效仁。父亲陳紀。